# Barcelona de Serveis Municipals
Barcelona de Serveis Municipals (B:SM) és una empresa de l'Ajuntament de Barcelona que va néixer a finals del 2002 per substituir l'antiga SMASSA amb l'objectiu de donar serveis i gestionar infraestructures de Barcelona relacionades amb la mobilitat i el lleure. La seva directora general és des de 2017 Marta Labata, nomenada pel govern d'Ada Colau, i des de 2016 el president del Consell d'Administració és Jaume Collboni i el vicepresident Gerardo Pisarello, i la designació dels membres del Consell d'administració és proporcional a la representació dels partits en el ple de l'Ajuntament de Barcelona.
Els serveis relacionats amb la mobilitat que gestiona són el de l'estacionament de l'Àrea Verda, la xarxa d'aparcaments subterranis municipals el servei de grua, el Bicing i les estacions d'autobusos de Barcelona-Nord i Sant Andreu.
El serveis relacionats amb el lleure són la gestió de les instal·lacions de l'anella olímpica de Montjuïc, el Barcelona Teatre Musical (BTM), el Parc del Fòrum i el Parc de Montjuïc. També s'encarrega de la direcció del pavelló de la Mar Bella, del Velòdrom d'Horta i de la gestió del Parc d'Atraccions del Tibidabo, aquest últim a través de la filial PATSA. Com també del Parc Zoològic de Barcelona.
En 2011 es va crear Bamsa, amb la participació del 40% de BSM i el 60% de Saba, i un total de 26 aparcaments al centre de Barcelona, amb la intenció d'utilitzar els recursos econòmics generats per finançar habitatge social de lloguer.
Altres empreses en les que BSM té participació son Tersa, destinada al tractament i selecció de residus, amb un 58,6% del capital, Mercabarna, amb una participació del 50,7%, Memora, Catalana d'Iniciatives, GL Events i Ecoenergies, amb participacions minoritàries.